# Erich Anderson

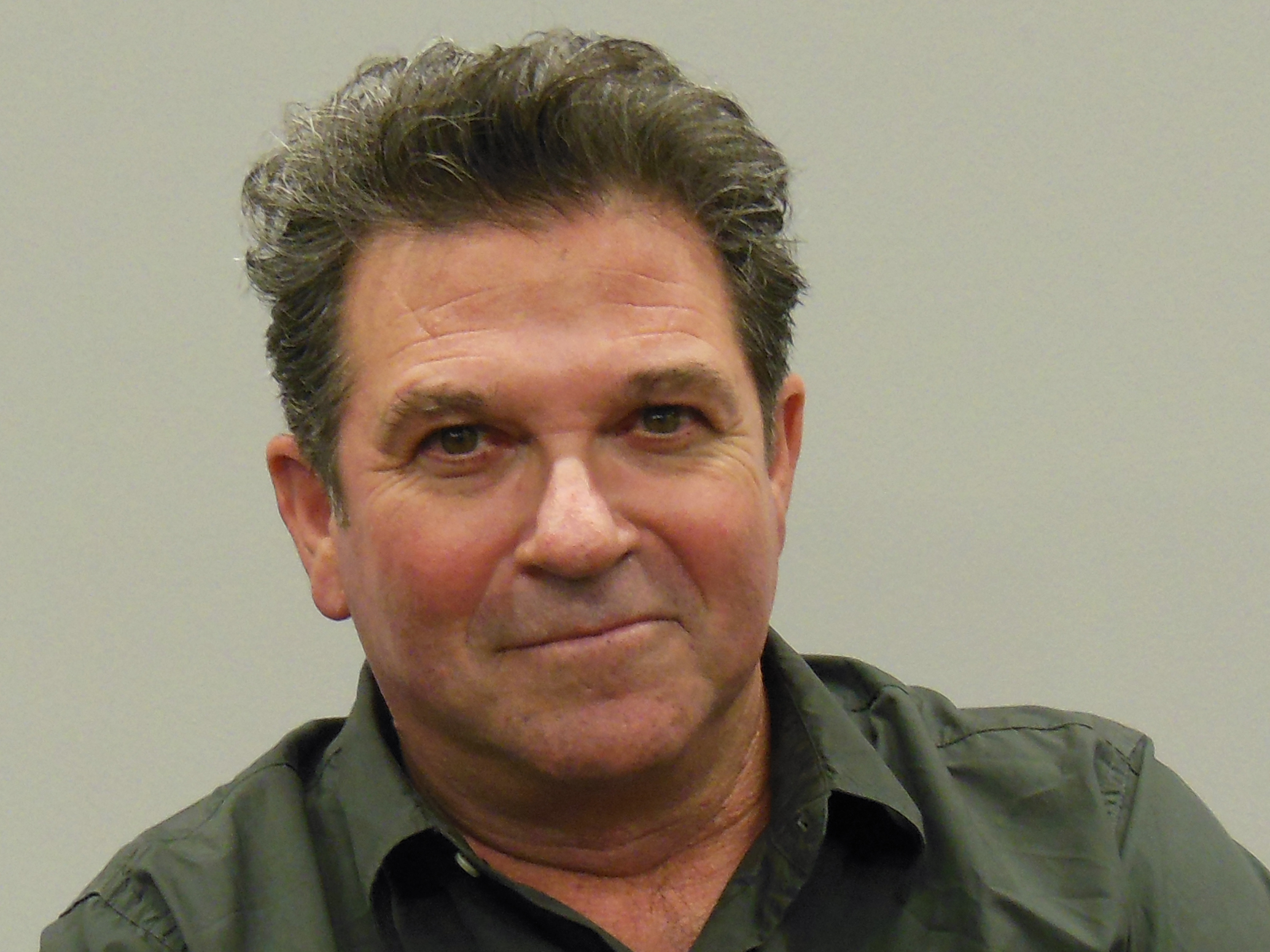
Erich Anderson (2016)

Edward Erich Anderson (* 24. Oktober 1957 in Sagamihara, Präfektur Kanagawa, Japan; † 1. Juni 2024 in Los Angeles, Kalifornien) war ein US-amerikanischer Schauspieler und Autor mit einer annähernd vierzig Jahre umfassenden Karriere.

## Leben
Anderson wuchs in einer Militärfamilie auf und wurde in Japan geboren; während seiner Kindheit zog die Familie häufig um. Nach der Rückkehr in die Vereinigten Staaten besuchte er die Hilltop High School im kalifornischen Chula Vista und studierte anschließend Biochemie und Molekularbiologie an der University of California in Santa Barbara, die er mit einem Bachelor of Arts abschloss. Ursprünglich wollte er Medizin studieren, entschied sich dann aber für die Schauspielerei.
Am 29. November 2003 heiratete er die Schauspielerin Saxon Trainor, mit der er bis zu seinem Tod verheiratet war. Anderson starb im Alter von 66 Jahren an den Folgen von Speiseröhrenkrebs und wurde von seiner Ehefrau überlebt. Seine Asche wurde der Familie übergeben.

## Karriere
Einen ersten Auftritt vor der Kamera hatte Anderson 1983 in der Seifenoper Bay City Blues. Seinen Durchbruch hatte er ein Jahr später als Rob Dier in dem Horrorfilm Freitag der 13. – Das letzte Kapitel; es folgten Haupt- und Nebenrollen in zahlreichen Filmen.
Im Jahr 1988 spielte er zusammen mit Gene Hackman im Kriegsfilm BAT-21 – Mitten im Feuer, 2002 neben Diane Lane und Richard Gere im Drama Untreu und 2004 im Fernsehfilm Fearless – an der Seite von Ian Somerhalder, Rachel Leigh Cook, Eric Balfour und Bianca Lawson. 2016 war Anderson zudem in Officer Downe, 2017 in Der Nachbar – Die Gefahr lebt nebenan und 2018 in Cold Brook zu sehen.
Anderson hatte auch Gastauftritte in Fernsehserien wie Melrose Place, Dallas, Mord ist ihr Hobby, CSI: Den Tätern auf der Spur sowie deren Ableger CSI: Miami, in Raumschiff Enterprise – Das nächste Jahrhundert, Boomtown, und Bosch. Eine seiner bekanntesten Rollen hatte er in der ab 1998 ausgestrahlten Fernsehserie Felicity, in der er Dr. Edward Porter verkörperte, den Vater der von Keri Russell dargestellten Titelfigur Felicity Porter.
Neben der Arbeit vor der Kamera hatte Anderson 2017, 2019 und 2024 Sprechrollen in der Videospiel-Reihe Cat Quest und betätigte sich zwischen 2012 und 2022 als Autor: er schrieb die Romane Hallowed Be Thy Name, Thy Kingdom Come und zuletzt Rabbit: A Golf Fable. Bereits 1995 hatte er das Drehbuch zur Folge The Heartbreak Kid der Fernsehserie Der Marshal zugesteuert.
Im deutschen Sprachraum wurde Anderson, der keinen festen Synchronsprecher hatte, unter anderem von Walter Alich, Detlef Bierstedt, Leon Boden, Hans-Jürgen Dittberner, Kaspar Eichel, Helmut Gauß, Till Hagen, Fritz von Hardenberg, Jörg Hengstler, Christoph Jablonka, Uwe Jellinek, Ulrich Johannson, Martin Keßler, K.Dieter Klebsch, Roman Kretschmer, Crock Krumbiegel, Reinhard Kuhnert, Norbert Langer, Dieter Memel, Peter Reinhardt, Charles Rettinghaus, Andreas Rüdiger, Ralph Schicha, Lutz Schnell, Jan Spitzer, F.G.M. Stegers, Tobias Teschner, Christian Tramitz, Ulf-Jürgen Wagner, Elmar Wepper, Bodo Wolf und Hans-Jürgen Wolf synchronisiert.

## Filmografie (Auswahl)

### Film
- 1984: Freitag der 13. – Das letzte Kapitel
- 1984: Braddock – Missing in Action
- 1986: Welcome to 18 – Jetzt wird’s gefährlich
- 1988: Patty
- 1988: BAT-21 – Mitten im Feuer
- 1988: Police Story: Ein Haus voll Polizisten (Fernsehfilm)
- 1990: Zwei Asse schlagen zu (Fernsehfilm)
- 1991: Love Kills (Fernsehfilm)
- 1991: Session Man (Kurzfilm)
- 1992: The Witches of Eastwick (Fernsehfilm)
- 1992: Auf dem Todesstrich (Fernsehfilm)
- 1994: The Glass Shield (auch: Auf Ehre und Gewissen)
- 1995: Gramps (Fernsehfilm)
- 1995: The Final Cut – Tödliches Risiko
- 1996: Die Adonis-Falle (Fernsehfilm)
- 1996: Eine Liebe für die Unendlichkeit (Infinity )
- 1996: Parking (Kurzfilm)
- 1997: Freeze – Alptraum Nachtwache
- 1998: Grenzenlos
- 1998: Jagd auf Marlowe (Where’s Marlowe?)
- 1999: The Last Bandit (Thick as Thieves)
- 2000: Unter falschem Namen (Auggie Rose)
- 2000: Blood Money (Fernsehfilm)
- 2002: Untreu
- 2002: Due East (Fernsehfilm)
- 2003: A Time to Remember (Fernsehfilm)
- 2004: Jack (Fernsehfilm)
- 2004: Fearless (Fernsehfilm)
- 2006: Special
- 2012: I Married Who? (Fernsehfilm)
- 2014: Hi, Dad (Kurzfilm)
- 2016: Officer Downe – Seine Stadt. Sein Gesetz.
- 2017: Der Nachbar – Die Gefahr lebt nebenan (The Neighbor)
- 2018: Halfway There (Fernsehfilm)
- 2018: Cold Brook
- 2020: Those Who Wait (Kurzfilm)

### Fernsehen
- 1983: For Love and Honor
- 1983–1984: Bay City Blues
- 1985: The Paper Chase
- 1986: Dream West – Das abenteuerliche Leben des John Charles Fremont (Miniserie)
- 1986: Mord ist ihr Hobby
- 1987: Hard Copy
- 1988: Dallas
- 1989: Verrückte Zeiten
- 1989: NAM – Dienst in Vietnam
- 1990: Zurück in die Vergangenheit
- 1990–1991: Die besten Jahre
- 1991: The Antagonists
- 1991: Baby Talk
- 1992: Raumschiff Enterprise – Das nächste Jahrhundert
- 1993: Jack’s Place
- 1993: Class of ’96
- 1993: Ehekriege
- 1993: Second Chances
- 1994: Melrose Place
- 1994: Matlock
- 1995: Der Marshal
- 1995: Ein Strauß Töchter
- 1996: Eine himmlische Familie
- 1996–2001: Outer Limits – Die unbekannte Dimension
- 1997: Big Easy – Straßen der Sünde
- 1997: Palm Beach-Duo
- 1998: Sports Theater with Shaquille O’Neal
- 1998: Ein Hauch von Himmel
- 1998–2002: Felicity
- 1999: Chicago Hope – Endstation Hoffnung
- 1999: L.A. Doctors
- 1999: Emergency Room – Die Notaufnahme
- 2000: New York Cops – NYPD Blue
- 2000: CSI: Den Tätern auf der Spur
- 2000: Akte X – Die unheimlichen Fälle des FBI
- 2001: Boston Public
- 2001: Family Law
- 2001: J.A.G. – Im Auftrag der Ehre
- 2002: Lady Cops – Knallhart weiblich
- 2002: The District – Einsatz in Washington
- 2002: For the People
- 2002: Without a Trace – Spurlos verschwunden
- 2002–2003: Boomtown
- 2003: The Guardian – Retter mit Herz
- 2003: Navy CIS
- 2004: CSI: Miami
- 2004: Polizeibericht Los Angeles
- 2005: Medical Investigation
- 2005–2006: Close to Home
- 2007: Eyes
- 2007: Dr. House
- 2007: Bones – Die Knochenjägerin
- 2007: Las Vegas
- 2007: Journeyman – Der Zeitspringer
- 2008: Medium – Nichts bleibt verborgen
- 2008: Level 9
- 2008: The Riches
- 2008: Team Knight Rider
- 2009: Cold Case – Kein Opfer ist je vergessen
- 2009: Ghost Whisperer – Stimmen aus dem Jenseits
- 2009: Monk
- 2010: The Mentalist
- 2012: Franklin & Bash
- 2012–2016: Major Crimes
- 2017: Threadbare
- 2017–2018: Bosch
- 2020: Interrogation
- 2022: The Big Lie (Podcast)